# سعفة النخيل (زخرفة)

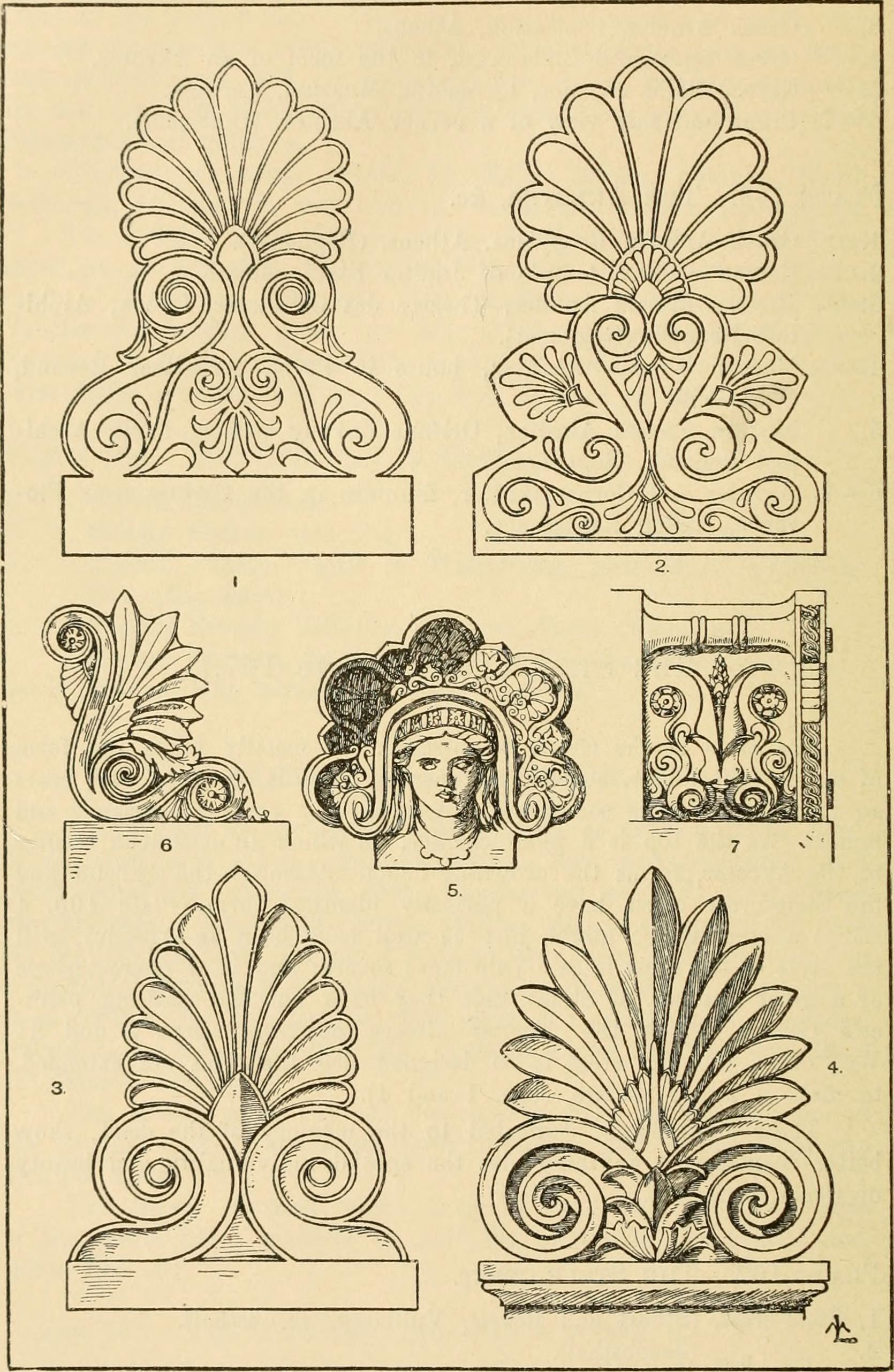
صفحة تظهر فيها رسوم إيضاحية مختلفة لسعف النخيل، من كتيب زخرفة بقلم فرانز ماير (1898)

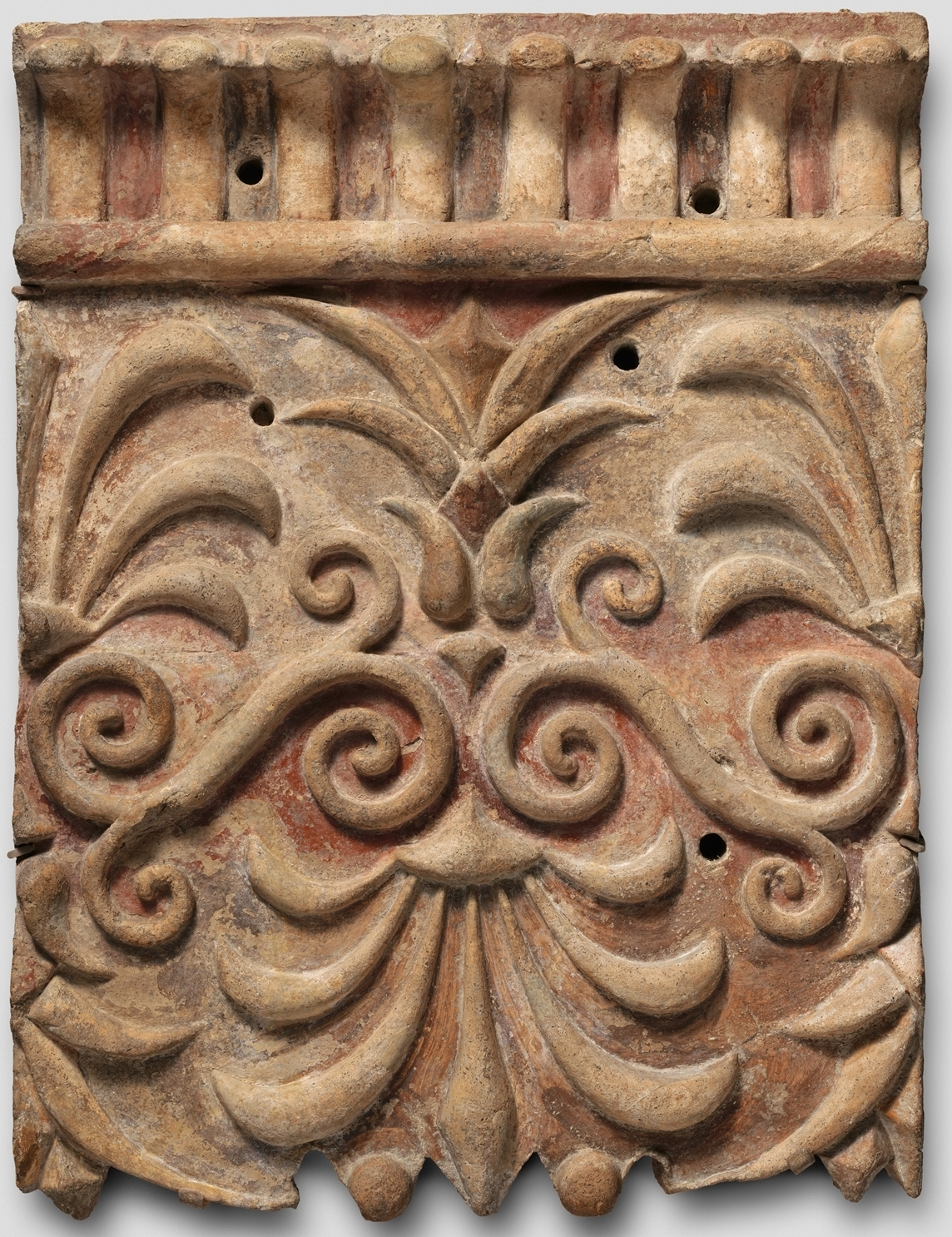
لوحة معمارية إتروسكان مع سعيفات النخيل، من أواخر القرن الرابع قبل الميلادي، مرسومة من الطين المطلي، في متحف متروبوليتان للفنون (مدينة نيويورك)

سعفة النخيل هو عنصر في الفن الزخرفي يشبه في أكثر تعبيراته المميزة أوراق شجرة نخيل على شكل مروحة. لها تاريخ بعيد المدى، نشأ في مصر القديمة مع تطور لاحق من خلال الفن في معظم أوراسيا، غالبًا بأشكال ونماذج لا تشبه نسبيًا الأصل. في الاستخدامات اليونانية والرومانية القديمة، يُعرف أيضًا باسم نشيد (من الكلمة اليونانية زهرة). توجد في معظم الوسائط الفنية، ولكن بشكل خاص كزخرفة معمارية، سواء كانت منحوتة أو مصبوغة أو مرسومة على الخزف. غالبًا ما يستخدم سعفة النخيل كأحد مكونات تصميم إفريز أو حاشية زخرفية أو حد في المباني والواجهات. تم تتبع التطور المعقد لسعفة النخيل لأول مرة من قبل ألويس ريجل في كتابه أبعاد البحيرات المقدسة المختلفة (في اللغة العربية، مسائل الطراز) عام 1893. نصف سعف النخيل، مقسم عموديًا، هو أيضًا عنصر شائع جدًا، موجود في العديد من الأشكال الطافرة والأثرية، وهو مهم بشكل خاص في تطور زخرفة النباتات القائمة على التمرير.

## وصف
جوهر سعف النخيل هو مجموعة متناظرة ومتطابقة من «السعف» المنتشرة التي تنتشر من قاعدة أساسية واحدة، وعادة ما تتسع مع انتشارها وخروجها، قبل أن تنتهي عند طرف مدبب مستدير أو غير حاد إلى حد ما. قد يكون هناك سعفة مركزية أكبر من الباقي. عدد السعف متغير، ولكن عادة ما بين خمسة وخمسة عشر سعفة.
في تصميم الحدود المتكرر، تشبه سعف النخيل بشكل أقرب بتلات زهرة زهر العسل، كما لو كانت مصممة لجذب الحشرات المخصبة. هناك فرق بسيط بين النشيد وسعف النخيل، تميل سعف النشيد، والتي تعني زهر العسل، إلى الانحناء إلى الداخل. أما سعف النخيل المستوحاة من راحة اليد تكون مسطحة أو ملتوية للخارج. يتضح هذا التمييز بسهولة عندما ينظر المرء إلى النباتات التي ألهمت الزخارف.
يقارن البعض الشكل بيد هامسة (خمسة) مفتوحة  - موضحين القواسم المشتركة واشتقاق «كف» اليد.
في بعض أشكال الزخرفة، تشبه الحلزونات أو اللفائف زوجًا من العيون، مثل تلك الموجودة على هارميكا  من ستوبا النيبالية أو التبتية والعينين وقرص الشمس  عند تاج اللوحات المصرية.
في بعض المتغيرات، تصبح ملامح الوجه الأكثر تطورًا  واضحة في سعفة اليد نفسها، بينما في بعض الاستخدامات المعمارية، عادةً على رأس الأعمدة الجانبية أو الأبراج الهيرما، تتحول مروحة سعف النخيل إلى وجه ذكر أو أنثى وتظهر الأجزاء الحلزونية أحيانًا على شكل ثديين. تشترك جميع هذه الأشكال في زوج من الحلزونات في قاعدة المروحة - التي تشكل الخصائص المميزة لسعفة النخيل.

## تطور
يُعتقد أن سعفة النخيل نشأت في مصر القديمة منذ 2500 عام قبل الميلاد،  وقد أثرت على الفن اليوناني. استندت سعف النخيل المصرية (النشيد اليوناني) في الأصل إلى سمات أزهار مختلفة، بما في ذلك ورق البردي واللوتس أو الزنبق الذي يمثل مصر السفلى والعليا واتحادهما الخصب، قبل أن يرتبط بشجرة النخيل. منذ العصور القديمة، كان هناك ارتباط قوي بالشمس، وربما كان شكلًا مبكرًا من أشكال الهالة. من بين أقدم أشكال سعف النخيل في مصر القديمة كانت «وردة» أو زهرة لوتس تشبه الأقحوان  الخارجة من الحرف "V" من أوراق الشجر أو البتلات التي تشبه آخيت الهيروغليفية التي تصور غروب الشمس أو شروقها عند النقطة التي تلامس فيها جبلا الأفق - «الموت»، و «الولادة من جديد» وإعطاء الحياة للأرض. الشكل الثاني، الذي نشأ على ما يبدو، هو سعفة أكثر اكتمالاً  مشابهة للأشكال الموجودة في اليونان القديمة. حدث قدر كبير من التبادل الاقتصادي والثقافي بين المجتمعين اليوناني والمصري. ليس من غير المألوف رؤية عناصر من الفن المصري في الفنون الزخرفية اليونانية أيضًا.
والشكل الثالث هو نسخة تتكون من كتلة من أزهار اللوتس أو البردي على سيقان طويلة، مع برعم متدلي أو زهرة على كلا الجانبين، تنشأ من مستنقع (بدائي). تحدث تكتل اللوتس والبردي بالاشتراك مع حابي، إله الغمر السنوي للنيل الواهب للحياة، والذي يربط سيقانهما معًا حول مائدة على شكل سيما تاوي - وهو نفسه يردد أشكال «أخيت» في الأفق. ظهر مشهد التوحيد هذا على قاعدة عرش العديد من الملوك، الذين كان يُعتقد أنهم يحافظون على اتحاد أرضي مصر (العليا والسفلى، ولكن أيضًا المادية والروحية) وبالتالي السيطرة على قوى التجديد. أثارت هذه المشاهد `` الملزمة '' ، ونباتات المستنقعات الشمسية التي تظهر فيها ضرورة التمييز والكشف عن الانسجام الأساسي، أصل جميع الأشكال الواضحة، التي تعيد ربط الأجزاء المتفرقة والمتفصلة من التجربة اليومية. المعنى الإضافي هو أنه من هذا المصدر الخفي والسحري غير المقسم ظاهريًا ينبثق الخصوبة والحياة الجديدة.

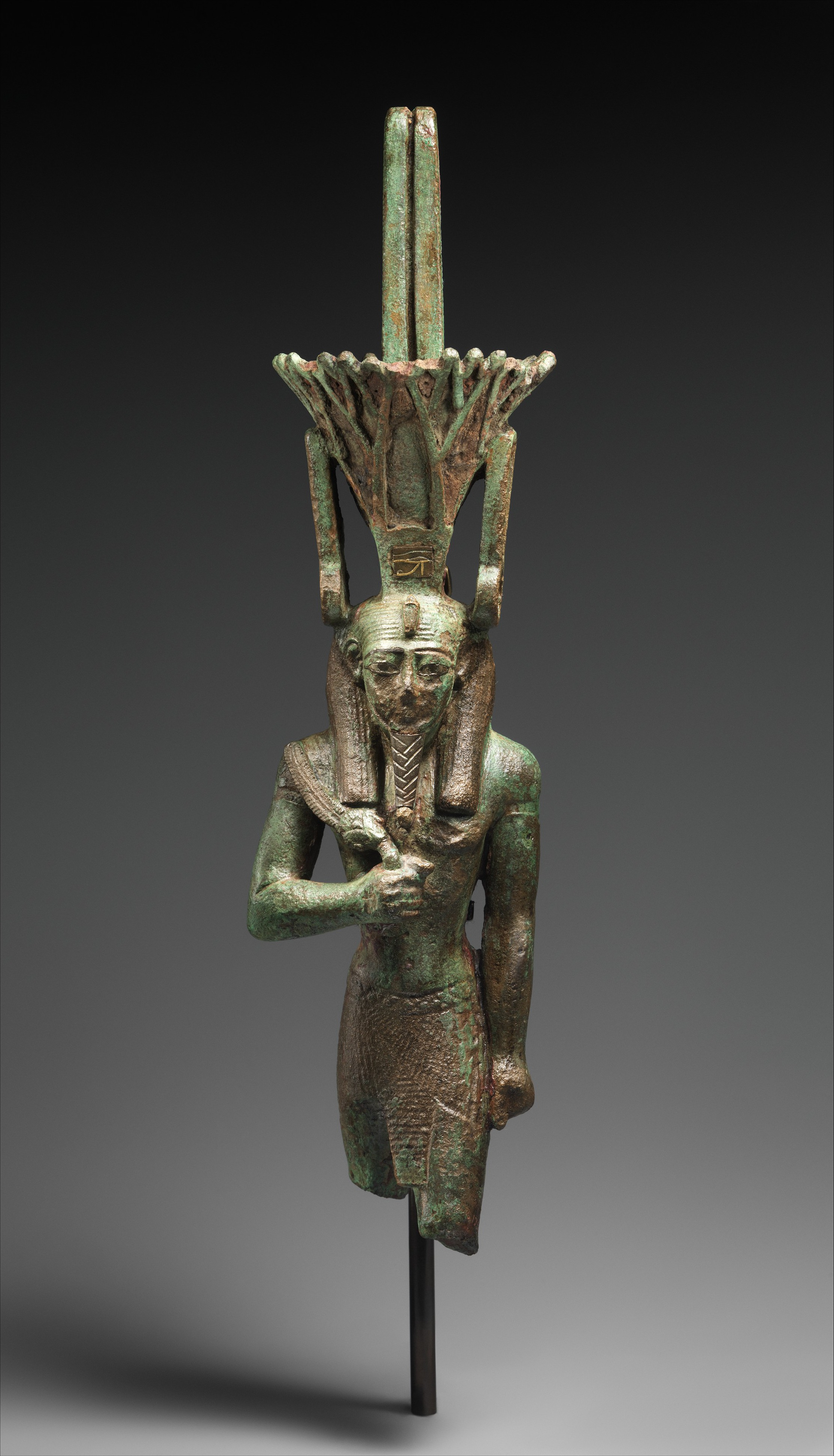
نفرتم ، يحمل تاج اللوتس

نوع آخر من هذه الفكرة هو زهرة لوتس واحدة بين براعم عمودية، وهو العطر المفضل. إله العطور، نفرتيم،  مُمثَّل بمثل هذا اللوتس، أو يظهر وهو يحمل زهرة اللوتس كتاجه. عادةً ما يشتمل لوتس اللوتس في فستان رأس نفرتم على «مينات» توأم  أو عقد موازن (يُقال عادةً إنه يمثل الخصوبة) يتدلى من قاعدة الزهرة على جانبي الساق، مما يشير إلى تدلي متناظر الزوج من السيقان في زهرة اللوتس وكتل البردي المذكورة أعلاه. من الغريب أنه عند تصويرها على جدران المقابر المصرية وفي مناظر الحديقة الرسمية،  تظهر أشجار النخيل دائمًا في اصطلاح أسلوبي مماثل مع مجموعة من التمور تتدلى على كلا الجانبين أسفل التاج في هذا الموضع نفسه. الرابط بين هذه العناقيد المعلقة وأجزاء الحلق واضح بصريًا، لكنه يظل غير واضح. شروق وغروب الشمس وفتح وإغلاق اللوتس مرتبطان بأسطورة أوزوريس بالنهار والليل، والحياة والموت والمحنة الليلية لغروب الشمس التي تبتلعها إلهة السماء ليلا نوت، لتمرير دوات («العالم السفلي») وتولد من جديد كل صباح. يبدو أن النباتات التي تم تصويرها بهذه المروحة الشمسية من السعف أو البتلات و «مدعومة» بأزواج من الزهور المتدلية أو البراعم أو عناقيد الفاكهة، تحاكي وتشارك في دورة التضحية بالشمس للموت والولادة من جديد والإشارة إلى الدروس التي تحملها من أجل بشرية. يبدو من المرجح أن النموذج الأساسي لجميع هذه الأشكال الخصبة، الذي تردد صدى في شعر مستعار من قرن الأبقار وشعر سيستروم لإلهة الأمومة حتحور، كان الرحم، مع عناقيد بيضتين من المبايض. عندما تولد الشمس من جديد في الصباح، يُقال إنها ولدت من رحم البندق. إن أشكال سعف النخيل المنمقة من اللوتس والبردي التي تظهر الوردة الشمسية أو عجلة الأقحوان الخارجة من حلزونات الكأس هي تشريعات سحرية مماثلة لـ `` الآخيت '' - هذه اللحظة المقدسة للخلق المعزز، فعل تجاوز أو تجاوز الإنسان الفاني شكل و «الذهاب في النهار» كشكل من أشكال الحياة الأخ أو أعلى، مجنح، ساطع، شامل، وشكل من أشكال الحياة.
تظهر معظم الأشكال المصرية المبكرة للعنصر في وقت لاحق في جزيرة كريت وبلاد ما بين النهرين وآشور وبلاد فارس القديمة، بما في ذلك إطار اللوتس على شكل عجلة ديزي وحدود البراعم. في شكل سعفة النخيل الذي يظهر بشكل متكرر على الفخار اليوناني،  غالبًا ما تتخللها مشاهد لأعمال بطولية، يتم تغليف نفس الشكل داخل خط خارجي على شكل ورقة أو برعم اللوتس. يمكن ملاحظة أن الخط الخارجي قد تطور من إفريز متناوب من اللوتس والسعيفات. يتنبأ هذا بالشكل الذي غالبًا ما كان يتخذه - من منحوتات عصر النهضة إلى نوافير الباروك - من داخل قشرة نصف أسقلوب، حيث أصبحت سعف النخيل مروحة الصدفة وتبقى اللفائف عند نقطة التقاء المروحة. هنا كان الشكل مرتبطًا بالزهرة أو نبتون وكان عادةً محاطًا بزوج من الدلافين  أو أصبحت مركبة تجرها خيول البحر. في وقت لاحق، أصبح هذا الخط الخارجي الدائري أو البيضاوي شكلًا في حد ذاته، مكونًا شكل C مفتوحًا مع وجود اثنين من اللفائف المتزايدة عند أطرافه. يتكون الكثير من أثاث الباروك والروكوكو والزخرفة الجصية أو أعمال البوابات والشرفات المصنوعة من الحديد المطاوع من مجموعات متغيرة باستمرار هذه اللفائف C، إما بمفردها أو من الخلف إلى الخلف أو لدعم سعف النخيل الكاملة.

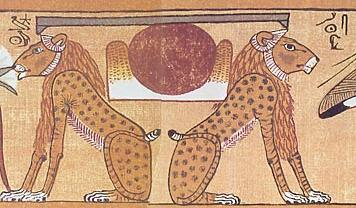
آخطة الأفق الهيروغليفية التي يحرسها أسدا عكر التوأم
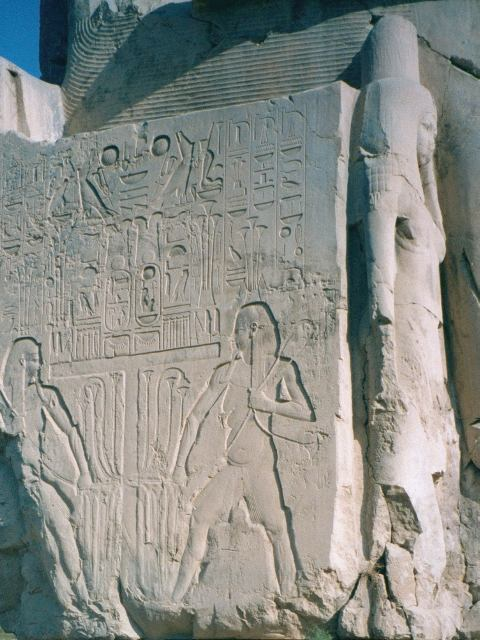
حابي، إله نهر النيل: من خلال تقديم القرابين والتأكد من بقاء وحدة مصر العليا والسفلى، يساعد الفرعون على ضمان عودة الفيضان السنوي لنهر النيل

## العمارة الكلاسيكية

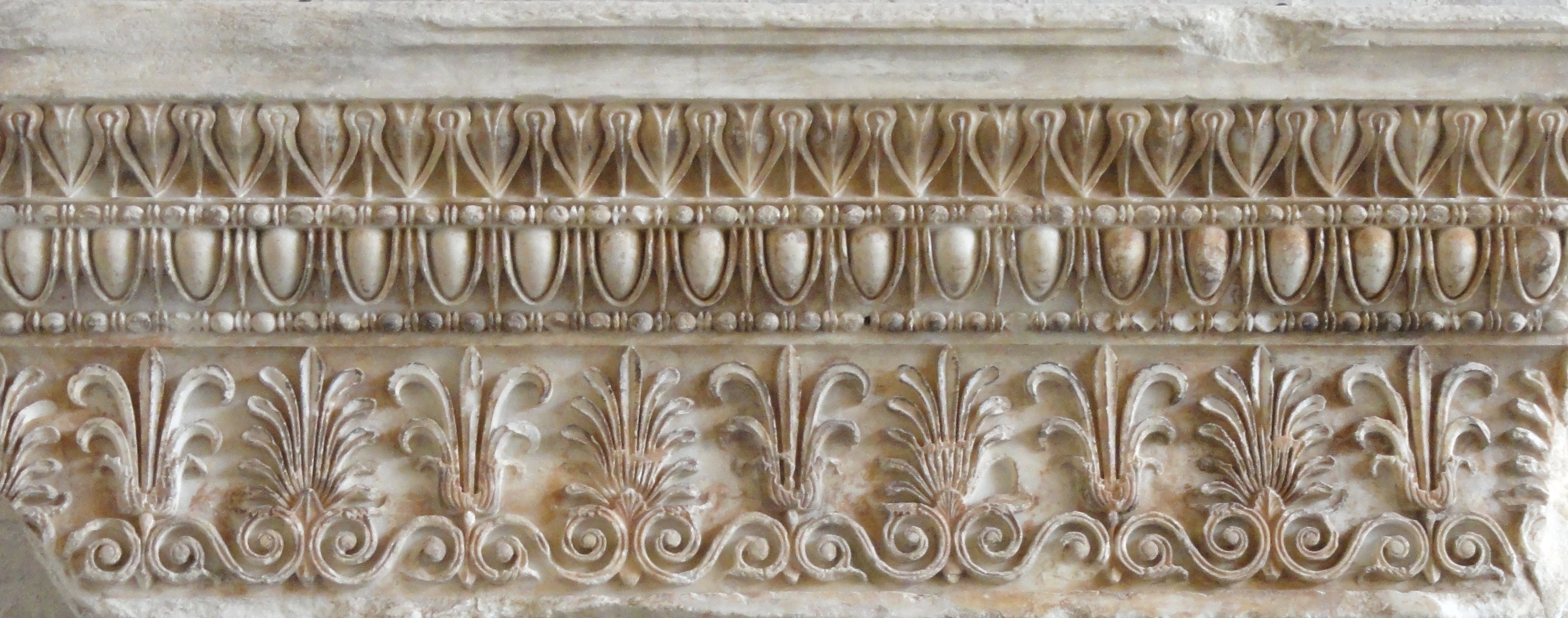
إفريز أيوني من ارخثيون (أثينا)، 421-406 قبل الميلاد، الآن في Glyptothek (ميونيخ، ألمانيا)

كعنصر زخرفي موجود في العمارة الكلاسيكية، تتخذ سعفة النخيل والنشيد الوطني  أشكالًا عديدة ومتنوعة. عادةً ما يتكون الجزء العلوي من الشكل من خمسة أو أكثر من الأوراق أو البتلات تتدحرج بشكل متناغم إلى أعلى من مصدر واحد على شكل مثلث أو شكل معين في القاعدة. في بعض الحالات، تتدلى الثمار التي تشبه ثمار النخيل على كلا الجانبين فوق القاعدة وتحت الأوراق السفلية. يتكون الجزء السفلي من زوج متماثل من اللفائف أو الحلزونات الأنيقة على شكل حرف "S" تتدحرج للخارج من الجانبين ولأسفل من قاعدة الأوراق. يتذكر الجزء العلوي النمو الدافع للأوراق والأزهار، بينما يبدو أن الأجزاء الحلزونية للجزء السفلي تشير إلى مساهمة كل من الطاقات الخصبة والفواكه الناتجة. غالبًا ما يكون موجودًا على عنق رأس أعمدة النظام الأيوني؛ ومع ذلك، في تيجان الأعمدة من الترتيب الكورنثي، تأخذ شكل `` فلورون '' أو زهرة تستريح على العداد (أعلى البلاطة) من التاج وينبثق من زوج من الحلزونات التي، في بعض الإصدارات، تؤدي إلى حلية متقنة وزخرفة الأقنثة للتاج.

### تركيبات نباتية

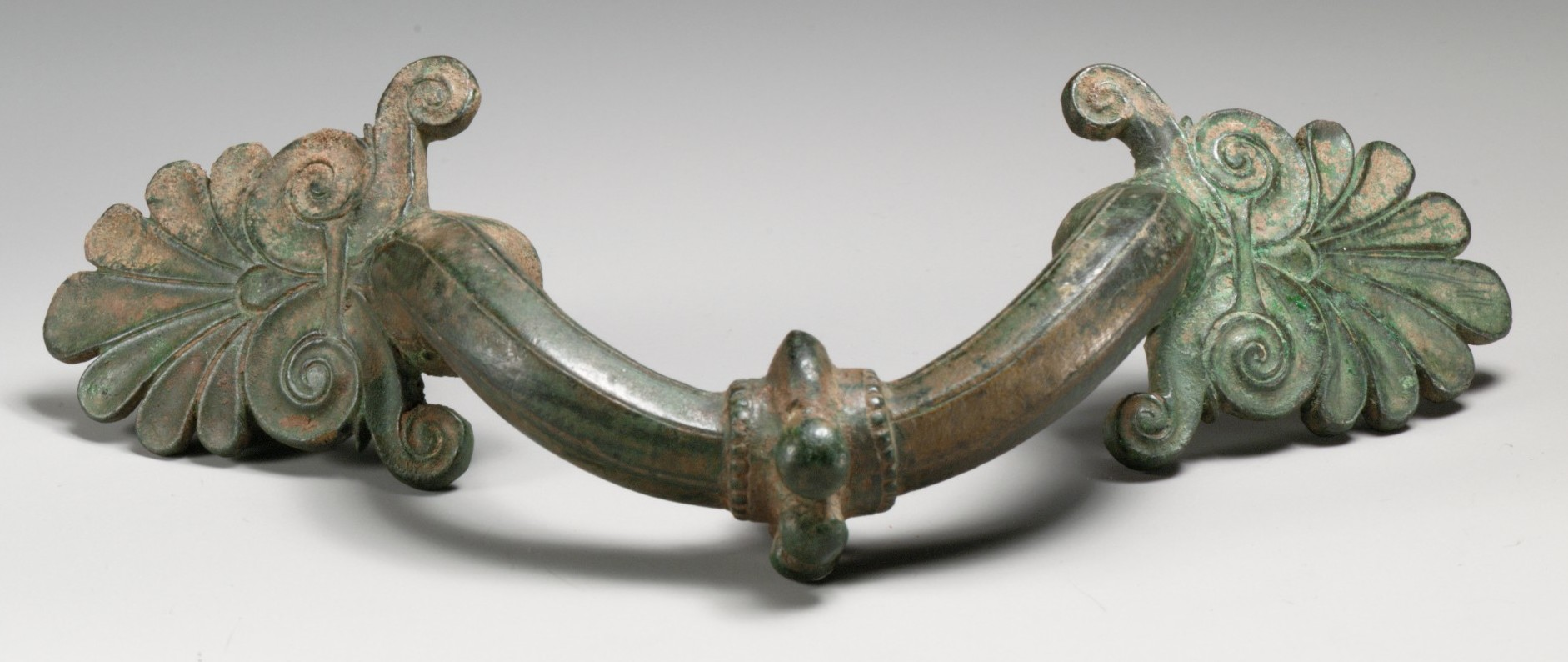
مقبض برونزي يوناني قديم من هيدريا (جرة ماء) ، مزين بزوج من السعيفات ، أوائل القرن الخامس قبل الميلاد

وفقًا لبوردمان، على الرغم من أن أفاريز اللوتس أو أفاريز سعف النخيل كانت معروفة في بلاد ما بين النهرين قبل قرون، فإن المزيج غير الطبيعي من العناصر النباتية المختلفة التي ليس لها علاقة في البرية، مثل سعف النخيل، وزهور اللوتس وأحيانًا زهور الورد، هو ابتكار يوناني بحت، التي تم تبنيها بعد ذلك على نطاق جغرافي واسع جدًا في جميع أنحاء العالم الهلنستي.

### «سعيفات اللهب» الهلنستية

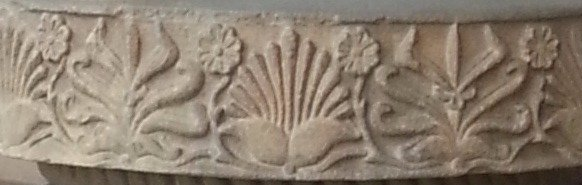
"السعف المشتعلة" حول زهرة اللوتس اعلى رأس ثور رامبورفا، الهند، القرن الثالث قبل الميلاد

منذ القرن الخامس الميلادي، تميل سعف النخيل إلى أوراق متناثرة بشكل حاد. ومع ذلك، فمنذ القرن الرابع الميلادي، تميل نهاية الأوراق إلى الالتفاف لتشكل ما يسمى بتصميم «سعفة اللهب». هذا هو التصميم الذي تم اعتماده في العمارة الهلنستية وأصبح مشهورًا جدًا على نطاق جغرافي واسع. هذا هو التصميم الذي اعتمدته الهند في القرن الثالث قبل الميلاد لبعض أفاريزها النحتية، مثل العداد الخاص بأعمدة أشوكا، أو التصميم المركزي لعاصمة باتاليبوترا، ربما من خلال الإمبراطورية السلوقية أو المدن الهلنستية مثل مثل عاي خنوم.

### استخدامات
في العمارة الكلاسيكية، كان للعنصر استخدامات محددة، بما في ذلك:
1. جبهات ما قبل التثبيت (واجهات تماثيل فوق المسنم)
2. أكروتيريا
3. الجزء العلوي من الشاهدة أو شواهد القبور العمودية
4. تقليم الأعمدة الأيونية من الأرخثيوم واستمرارها كإفريز زخرفي على جدرانها
5. سيماتيوم الكورنيش .

## المتغيرات والزخارف ذات صلة

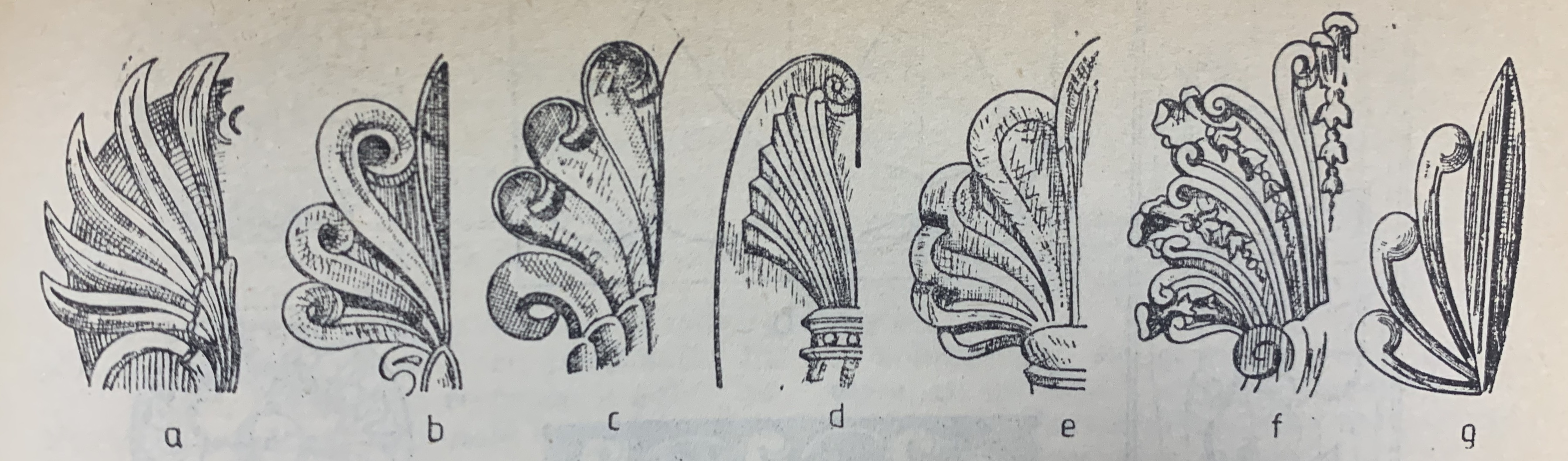
التسلسل الزمني لسعيفات النخيل ذات الأنماط المختلفة، كل واحدة يتم تمييزها بحرف: أ- اليونانية ؛ ب، ج الرومانية؛ د- البيزنطية. ه - النهضة؛ و- الباروك. ز- إمبراطورية

ترتبط سعف النخيل بمجموعة من الزخارف في ثقافات وفترات مختلفة. في مصر القديمة، كانت أشكال سعف النخيل موجودة كشكل من أشكال الزهرة وكشجرة منمنمة، وغالبًا ما يشار إليها باسم شجرة الحياة. أمثلة أخرى من مصر القديمة هي زهرة اللوتس المتناوبة وتصميمات حدود البرعم، قرص حورس المجنح بزوج من الثعابين الصل، وعين حور واللوحة التذكارية المنحنية. في النسخ الآشورية اللاحقة من شجرة الحياة، ارتبطت أجنحة الصقر بالريش للقرص المجنح المصري بسعف شجرة النخيل. كما ظهرت في بلاد ما بين النهرين حدود متشابهة من زهرة اللوتس والبراعم، ترتبط ارتباطًا وثيقًا بسعف النخيل والورد. يبدو أن هناك تكافؤًا بين قرون المخلوقات ذات القرون، وأجنحة الكائنات المجنحة بما في ذلك الملائكة والغريفين وأبو الهول وكلا من المروحة والحلزون في سعف النخيل؛ هناك أيضًا شكل "V" أساسي في كل من هذه الأشكال يوازي ارتباط راحة اليد بالنصر والطاقة والتفاؤل.

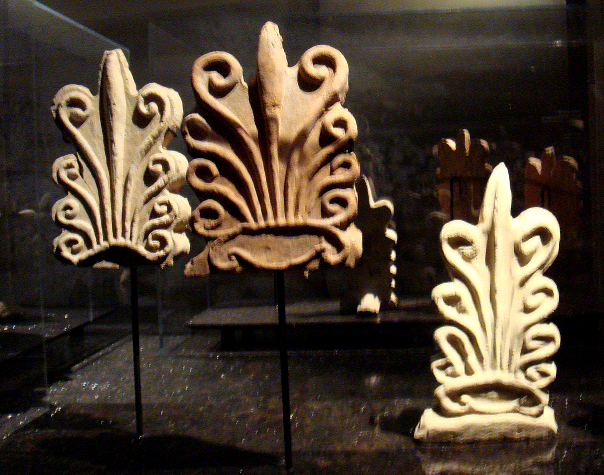
العديد من الأنتيفهاي بتصميمات "سعيفة اللهب" ، آي خانوم (أفغانستان)، القرن الثاني قبل الميلاد

تُظهر صورة نايك، إلهة النصر المجنحة، من إناء علوي من القرن السادس قبل الميلاد، كيف أن الذبيحة التي ألمح إليها المذبح واللهب، وأجنحة الإلهة والنصر يجري الاحتفال بهما، يتردد صداها مع نفس الارتباطات الأساسية المتعددة التي تحملها الأشكال المكونة لعنصر السعفة. توجد أشكال مماثلة في القرص المجنح الطائر والأشجار المقدسة  في بلاد ما بين النهرين، وعصا الصولجان في هيرميس، وأصداف الإسكالوب المنتشرة في كل مكان في مظلة مكانة النحت في عصر النهضة، والتي نشأت في التوابيت اليونانية والرومانية، والتي تردد صداها فوق أقواس خشبة المسرح المسرحية  وعلى الأبواب والشبابيك والبوابات والشرفات المصنوعة من الحديد المشغول  في القصور والبيوت الكبرى؛ ضوء المروحة الذي يشبه الصدفة فوق الباب في الجورجية  الحضرية المماثلة، والزخارف البوتية للسجاد والمنسوجات في آسيا الوسطى، ورمح ترايدنت نبتون / بوسيدون، وكلاهما رمح ثلاثي الشعب ولينجام شيفا، علامات حدية على شكل بتلات اللوتس على شكل لوتس للمعبد التايلاندي الداخلي، جبل فيشنو، جارودا،  صاعقة فاجرا،  صولجان الماس أو جوهرة التنوير في - لوتس التبت والجنوب - شرق آسيا، السحابة الملتفة بشكل متماثل وزخارف الخفافيش  وزخارف رويي الملتفة أو صولجان جو ولينجي  أو فطر طول العمر من التقاليد الصينية. على حد سواء كشكل من أشكال زهرة اللوتس التي ترتفع من المستنقعات لتلامس الشمس وكشجرة (نخلة) تمتد من الأرض إلى السماء، فإن النخلة تحمل خصائص محور موندي أو شجرة العالم. فلور دي ليس، الذي أصبح رمزًا قويًا وغامضًا للحق الإلهي للملوك، قيل إنه قد منحه الملوك الفرنسيون الأوائل من قبل ملاك، تطور في مصر وبلاد ما بين النهرين كنوع من سعفة السعفة.

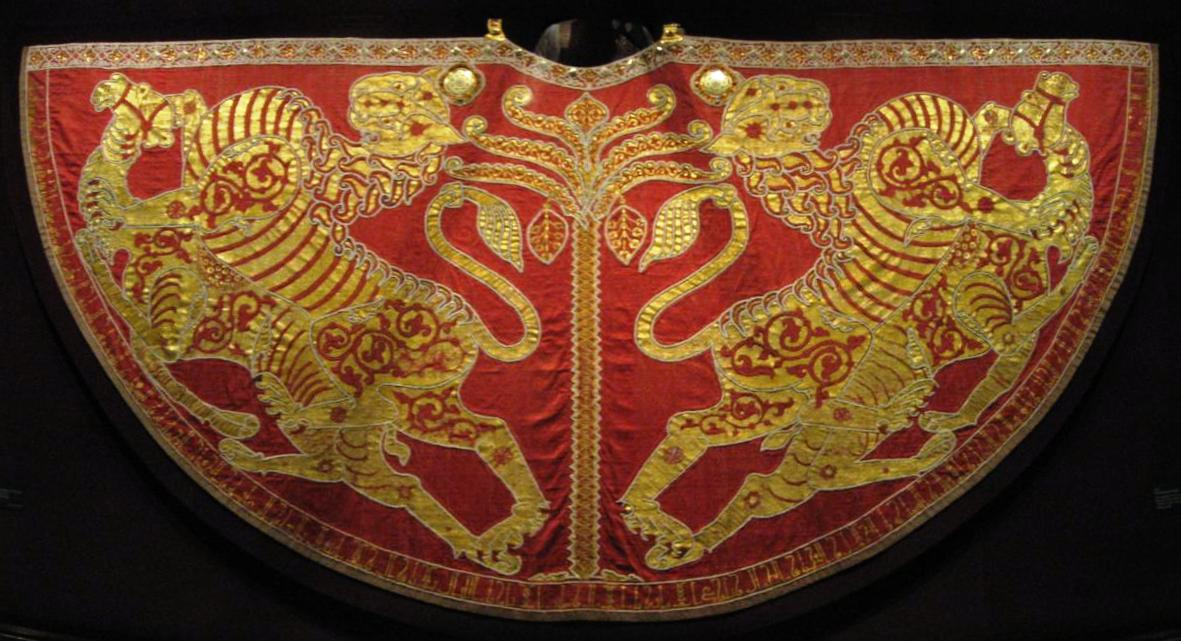
عباءة تتويج الأباطرة الرومان المقدسين (فيينا؛ الخزانة الإمبراطورية).

وبالمثل، من أوائل القرن الثالث عشر إلى عام 1806، تم منح الحق الإلهي للأباطرة الرومان المقدسين عن طريق تنصيب الإمبراطورية الملكية، والتي تضمنت عباءة التتويج التي تعرض الأسد التوأم (الذي يذكر أسدي أكير أعلاه) الذي يحرس النخيل في الشكل من شجرة الحياة، مع مجموعتين من الفاكهة.
من المعتقد أن إيرمينسول، العمود المقدس للساكسونيين وما يعادله من إغدراسيل، نسخة أخرى من شجرة العالم، اتخذ شكل سعفها تحت تأثير غالو الروماني.
حتى بوابات الحدائق اليومية في جميع أنحاء الضواحي الغربية مغطاة بأزواج متطابقة تقريبًا من اللفائف التي يبدو أنها مشتقة من الزخارف المرتبطة بالأخيت وسعف النخيل ، بما في ذلك الشمس المجنحة ذات الصلة وقرص الشمس المحاط بزوج من العيون. تحمل بوابات الكنيسة والمقابر  وشواهد القبور هذا الرسم مرارًا وتكرارًا بأشكال مختلفة.
سعف النشيد الوطني هو أيضًا علامة النعناع لليونان، ويظهر في جميع عملات اليورو اليونانية المخصصة للتداول، وكذلك في جميع العملات المعدنية لهواة جمع العملات اليونانية.

## العرض

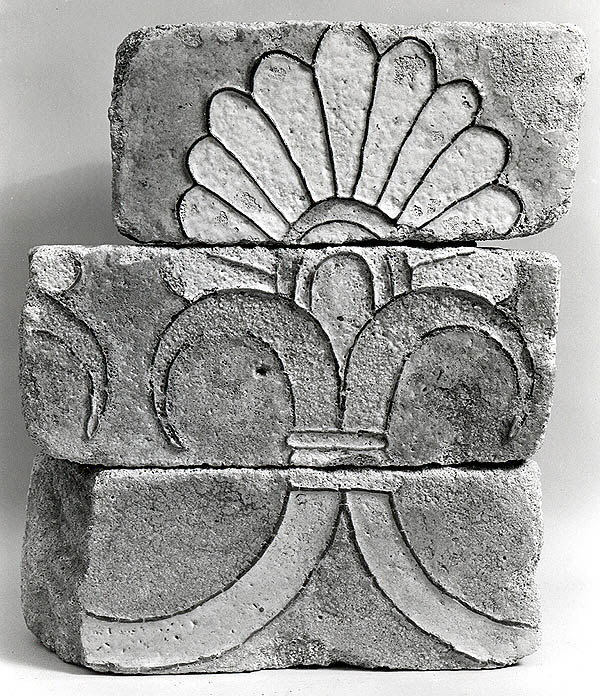
صورة بالأبيض والأسود مع الآجر الخزفي الأخميني المزجج مع سعفة نخيل، حوالي القرنين السادس والرابع قبل الميلاد، في متحف متروبوليتان للفنون (مدينة نيويورك)
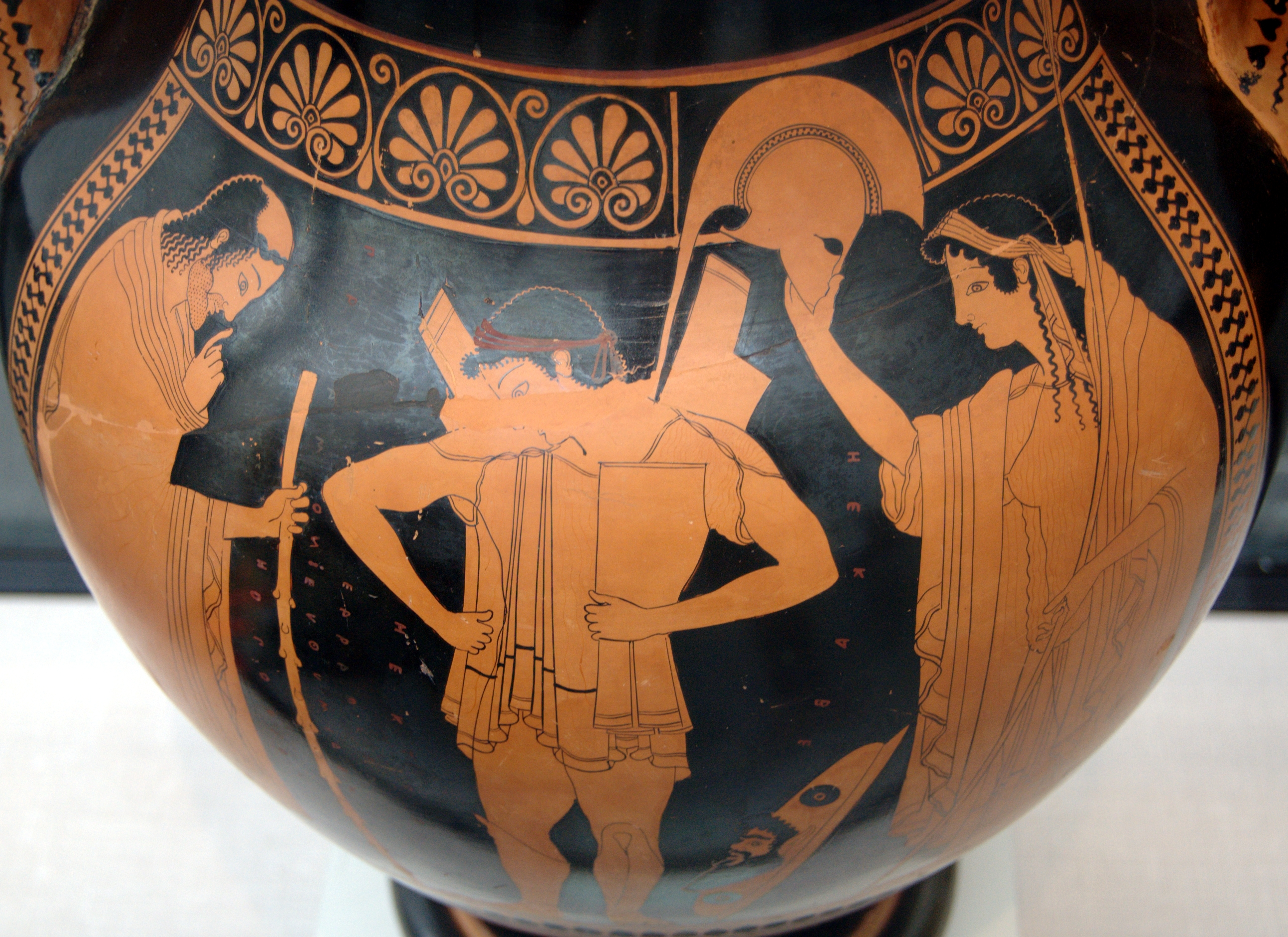
مجموعة من سعف النخيل على سفينة يونانية قديمة، حوالي 510 قبل الميلاد، في مجموعات آثار الدولة (ميونيخ، ألمانيا)
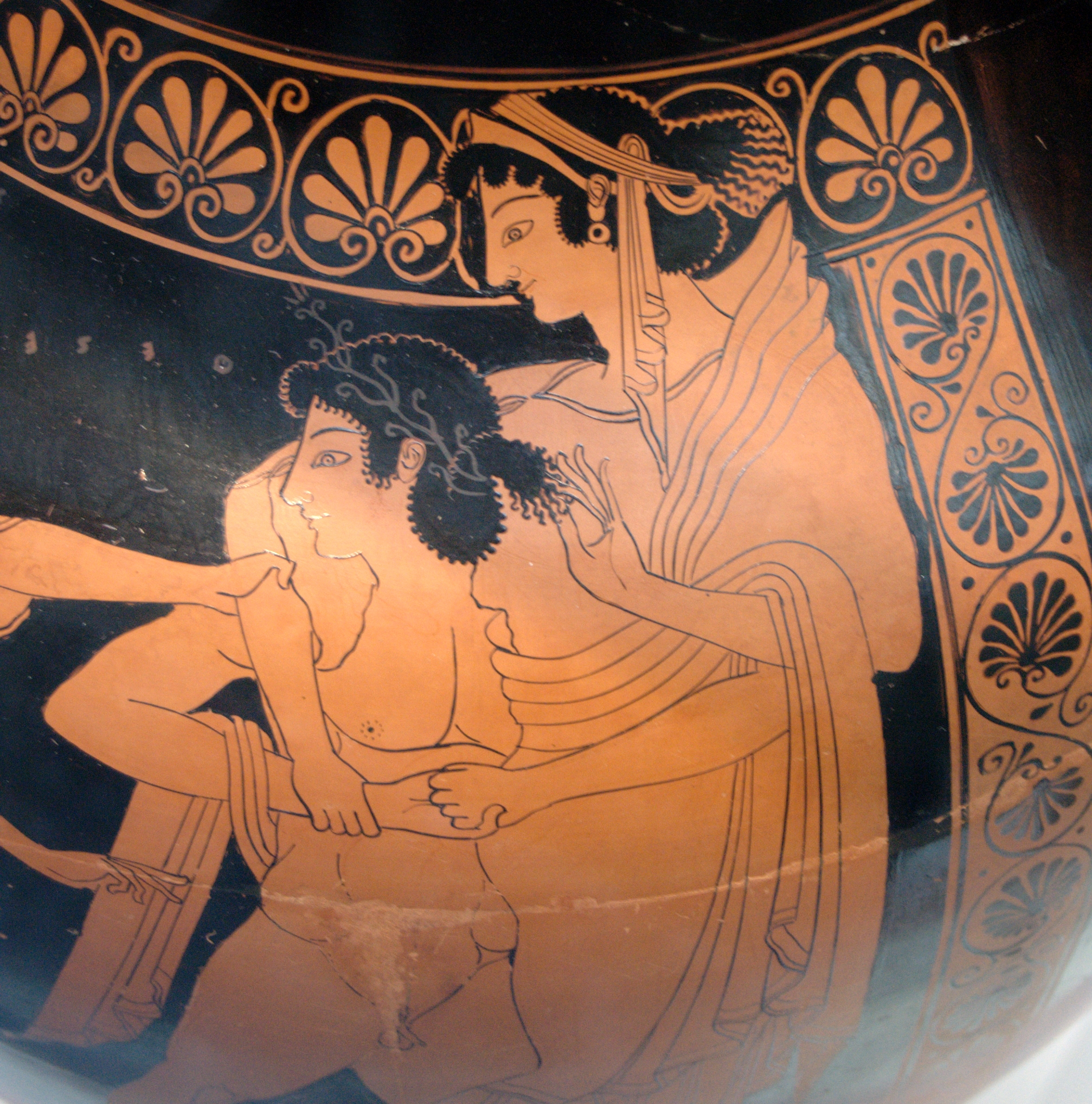
شريطان من سعف النخيل (أحدهما أفقي والآخر رأسي) على وعاء يوناني قديم، حوالي عام 510 قبل الميلاد، في مجموعة أثار الدولة في ميونخ، ألمانيا
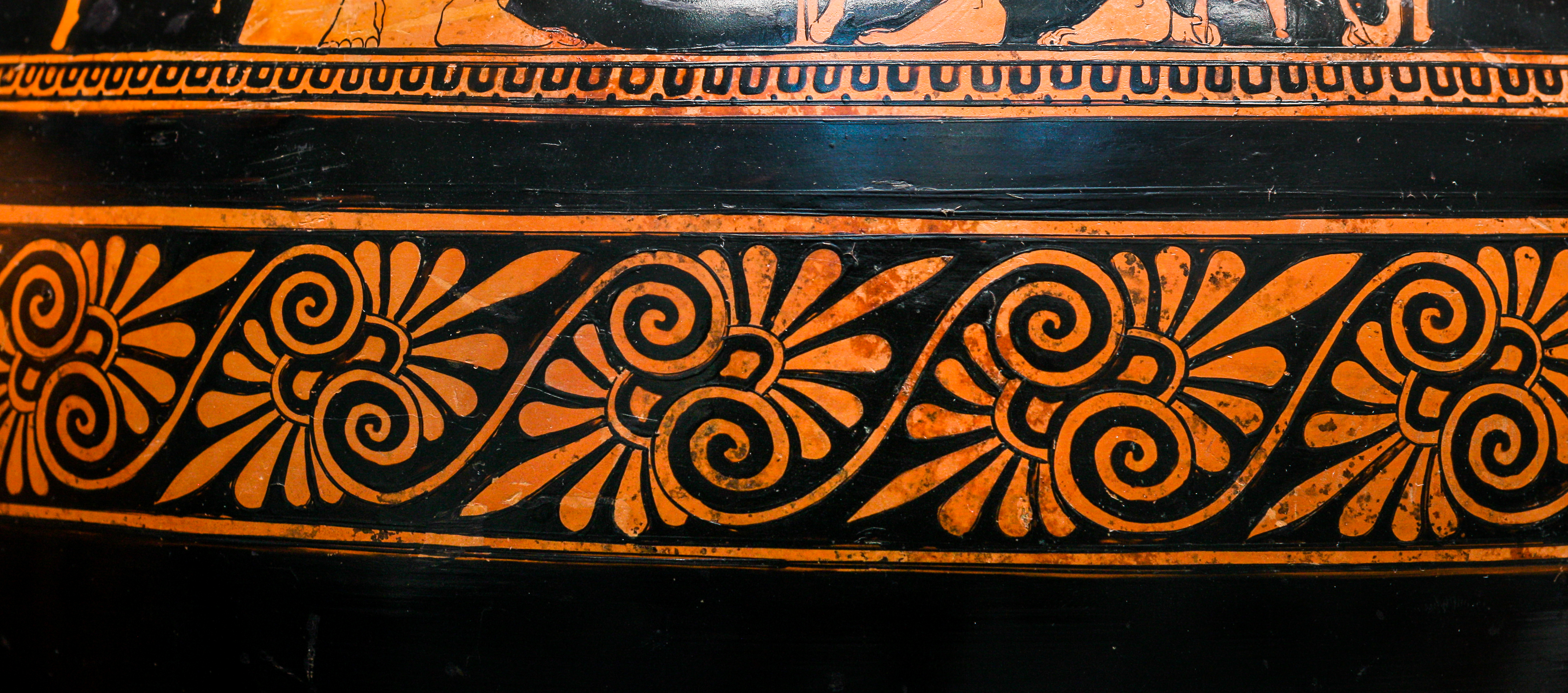
مجموعة من سعف النخيل ولفائف على إناء يوناني قديم، حوالي 510-470 قبل الميلاد، في مجموعة أثار الدولة في ميونخ، ألمانيا
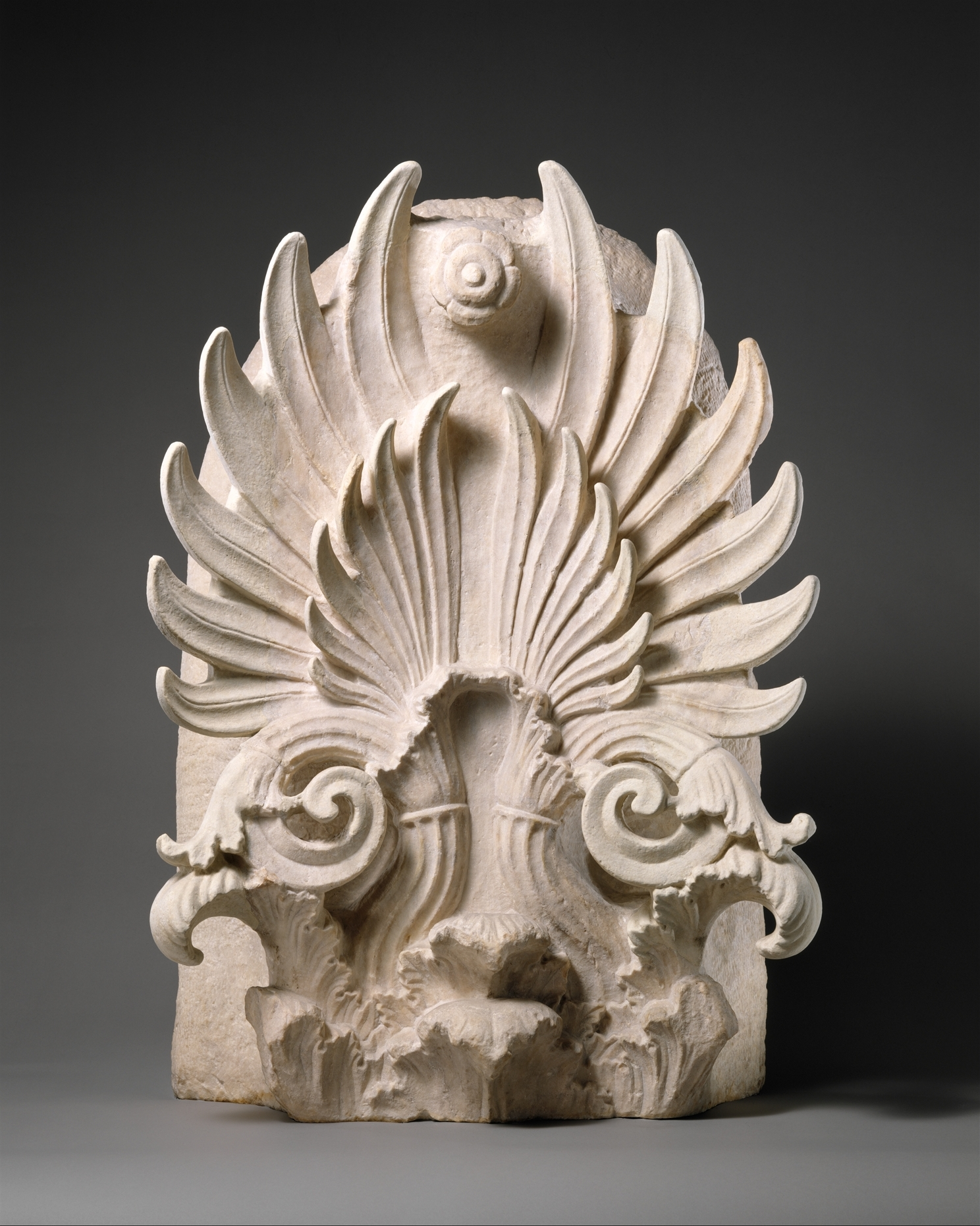
نقش رخامي يوناني قديم مزخرف بسعيفات مزدوجة، حوالي 350-325 قبل الميلاد، في متحف متروبوليتان للفنون
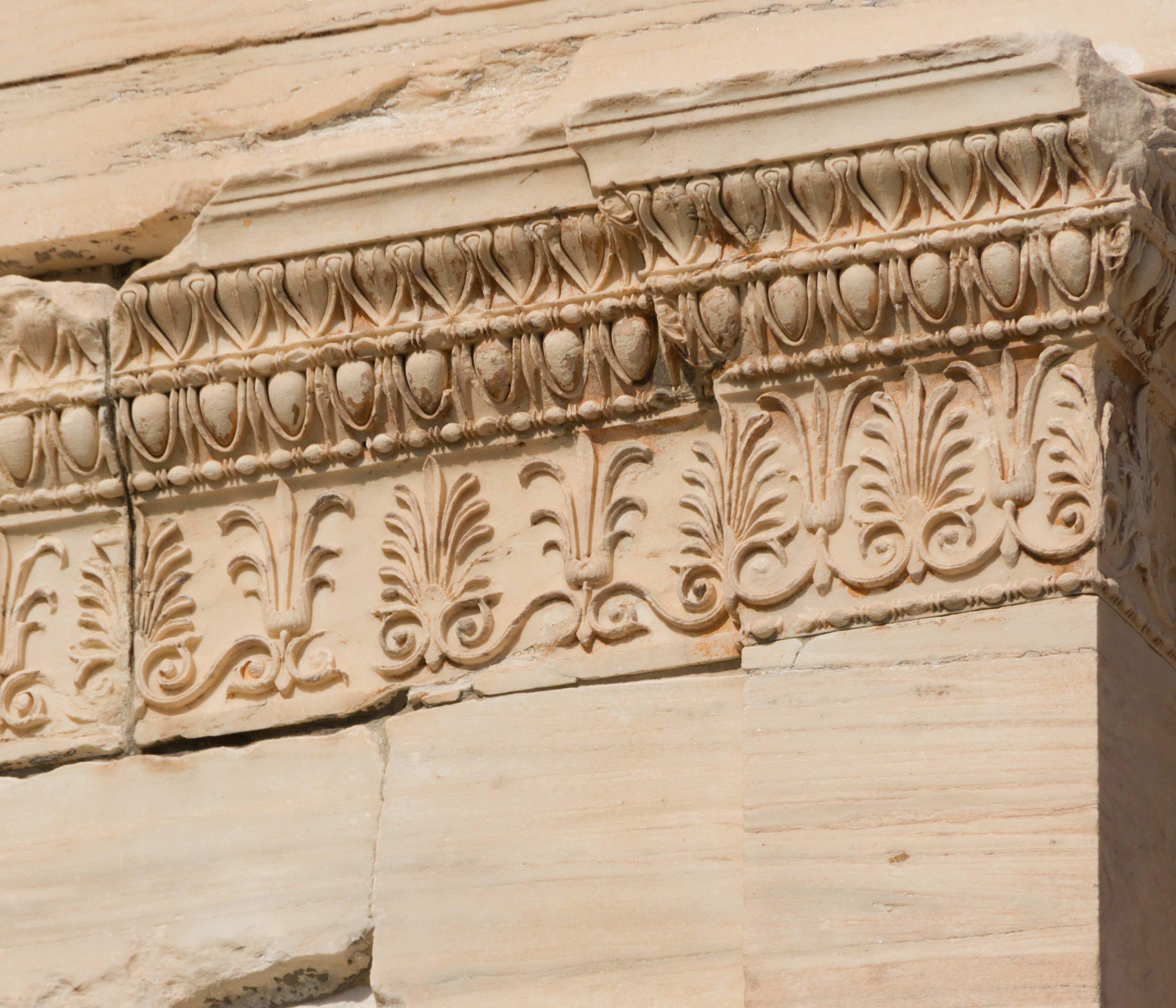
تفاصيل إفريز أيوني لإريخثوم من أكروبوليس أثينا
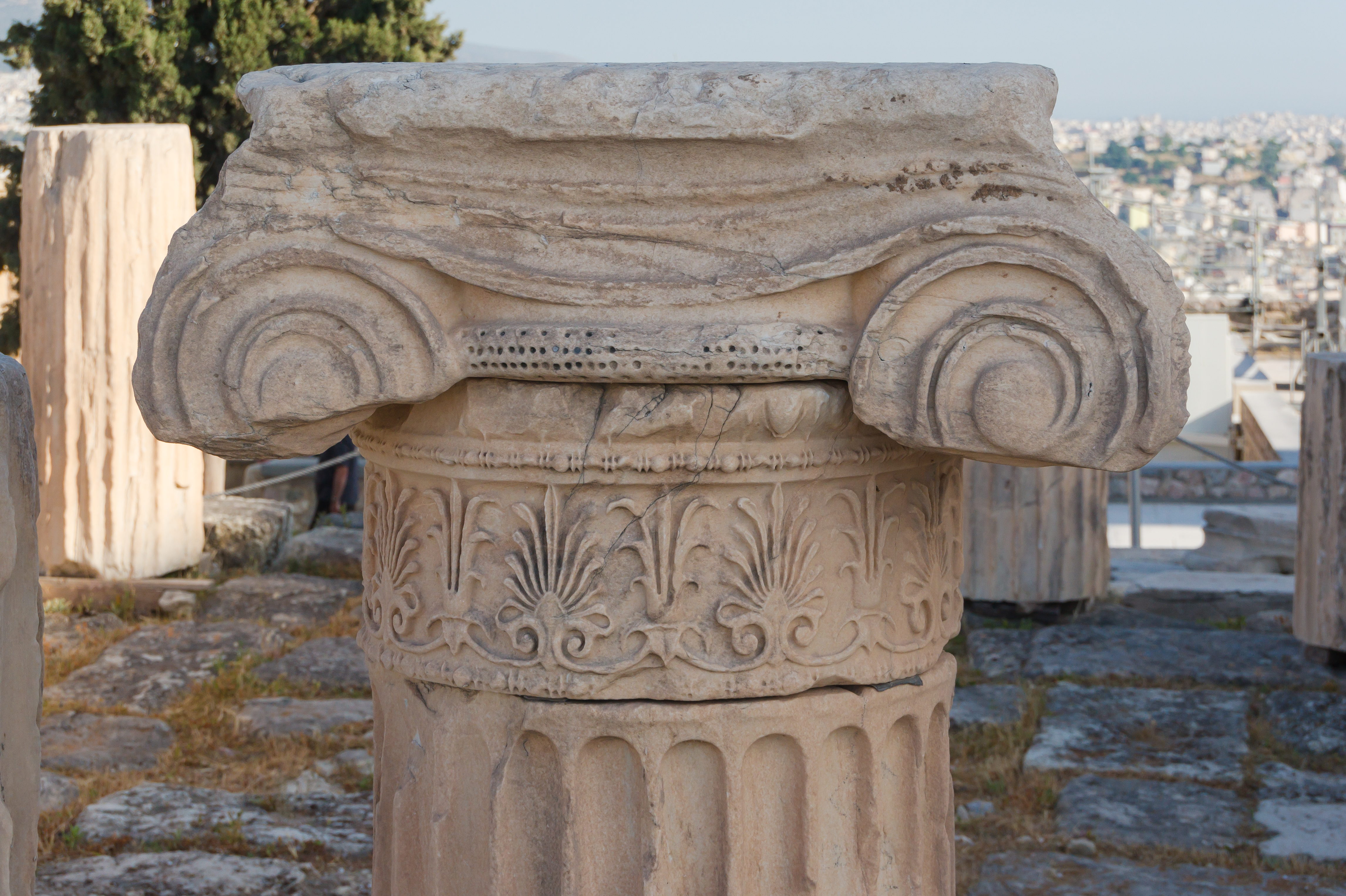
عاصمة لعمود أيوني من إريخثوم، تحته (عند عنقه) شريط من سعف النخيل
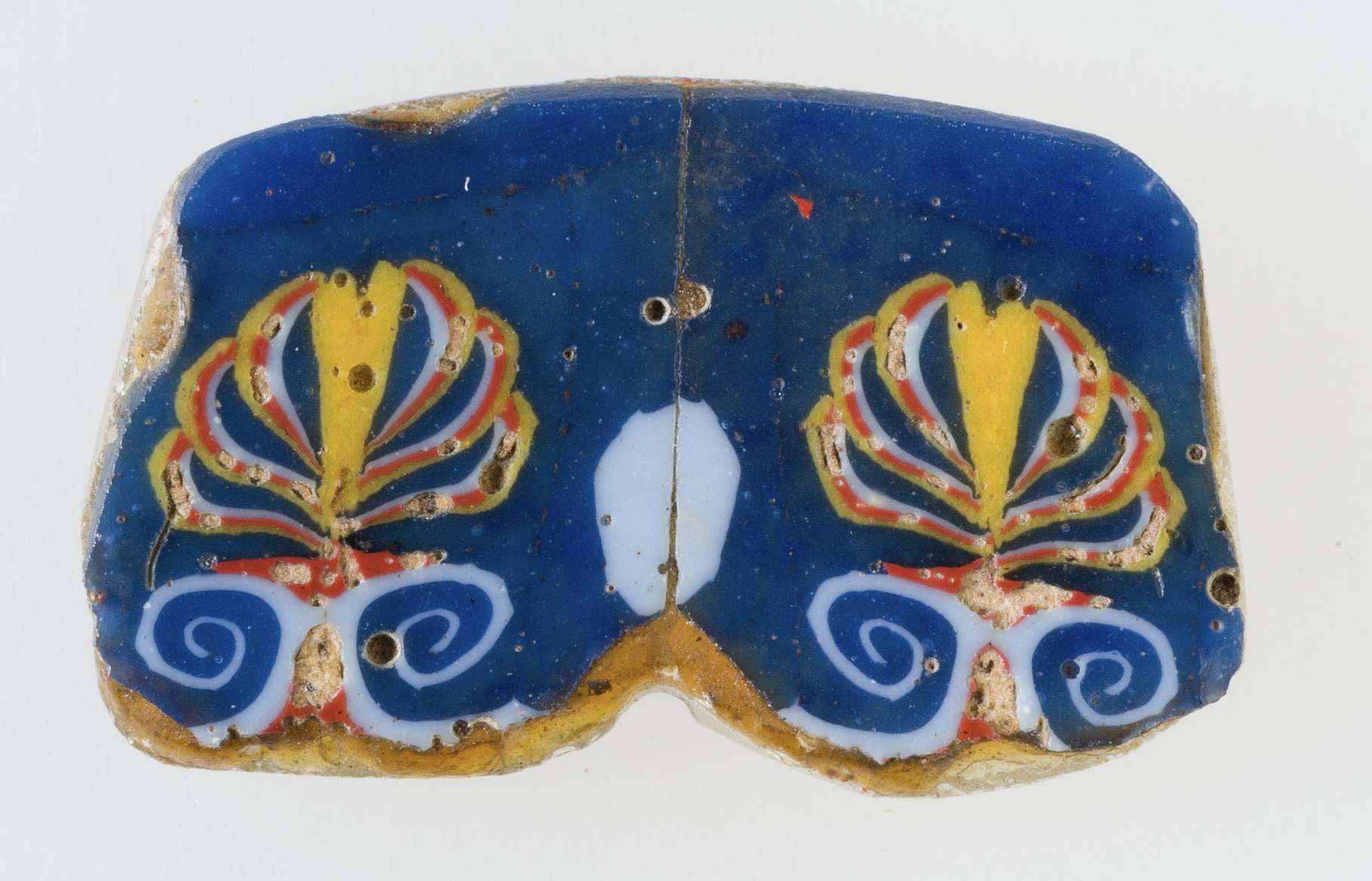
ترصيع من الزجاج البطلمي بسعيفتين صغيرتين، 100 قبل الميلاد - 100 بعد الميلاد، في متحف متروبوليتان للفنون
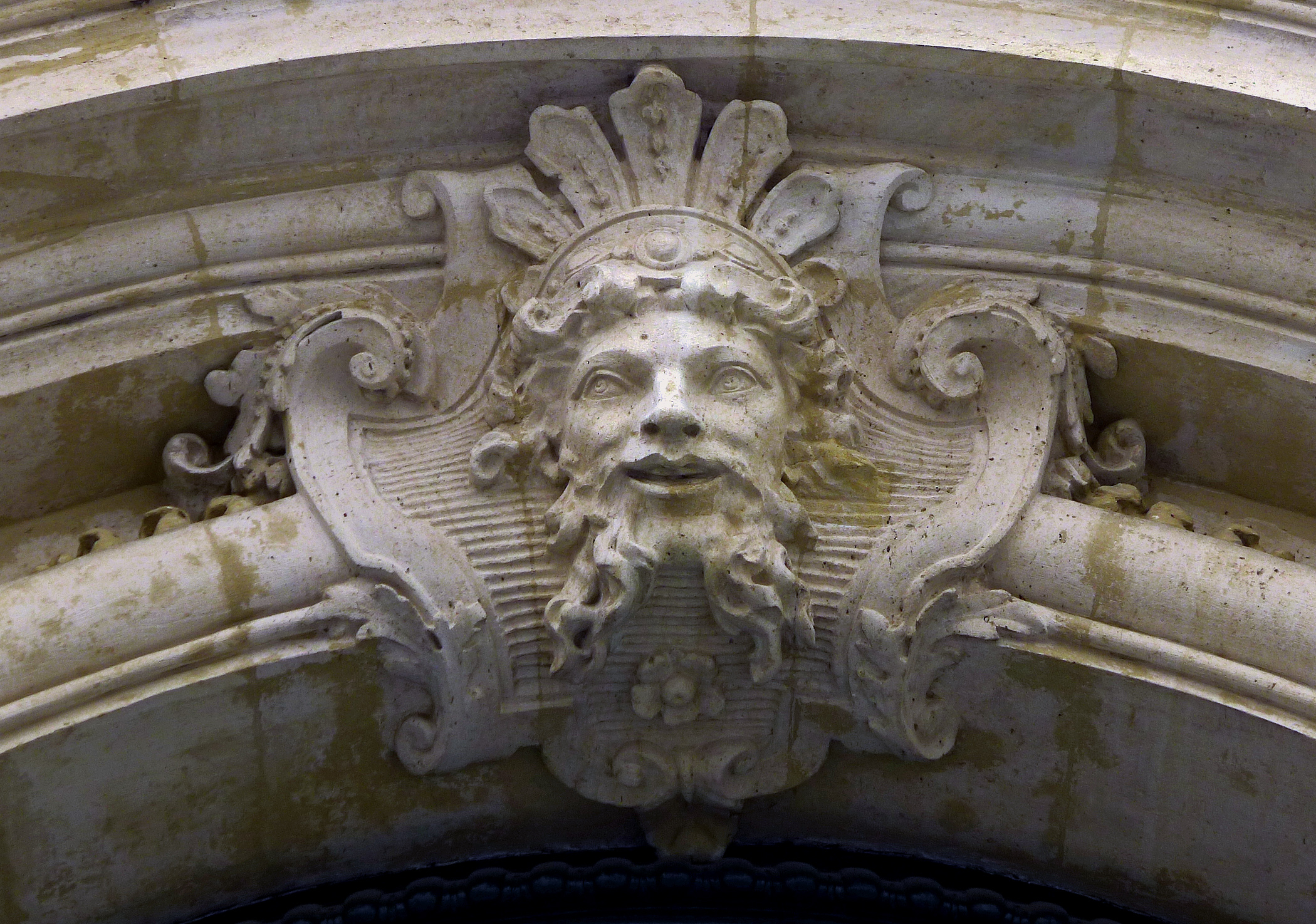
ماسكارون تعلوه سعفة باروكية على واجهة فندق دأوبراي (باريس)
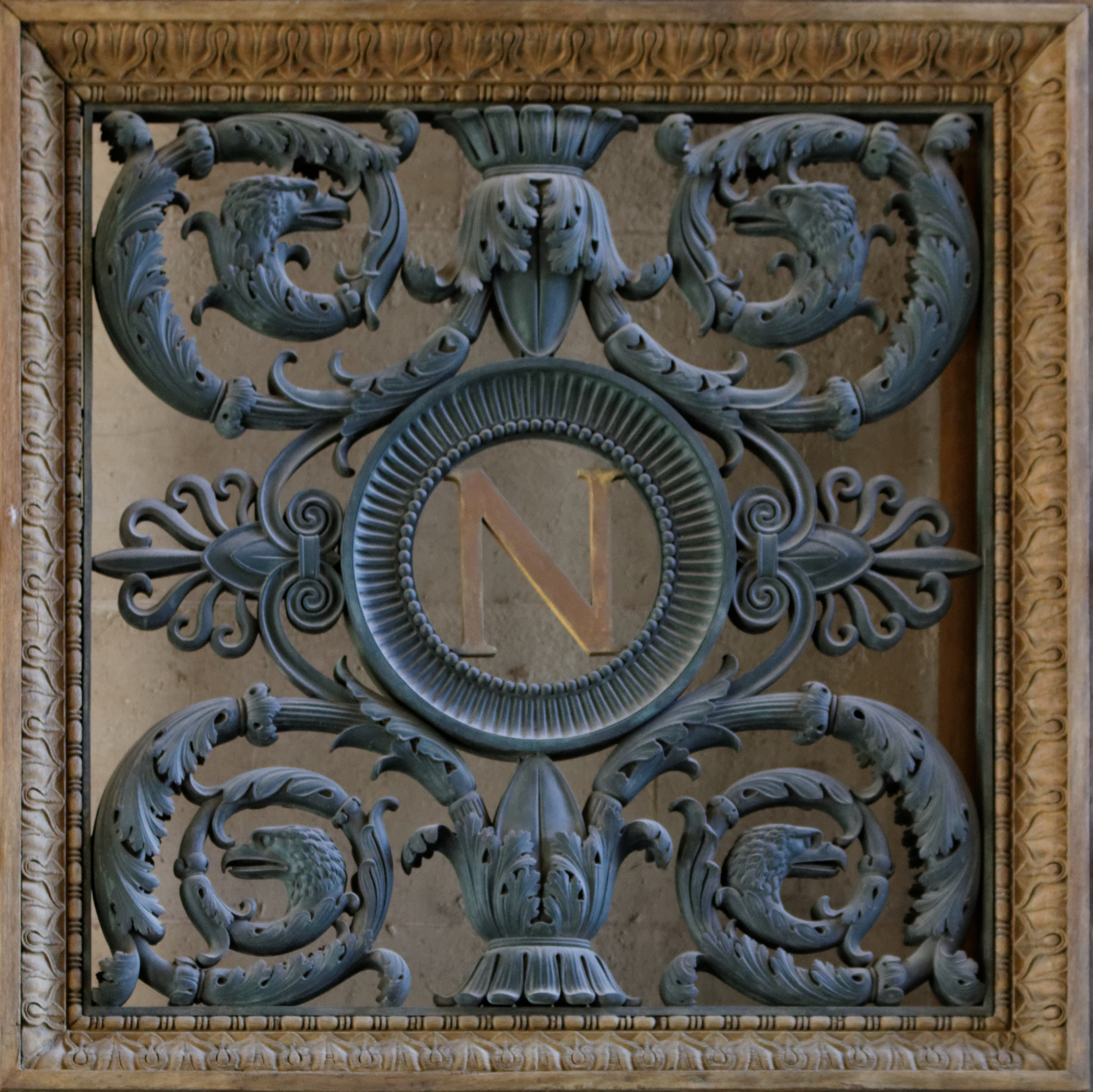
تفاصيل إمبراطورية من الحديد المطاوع لباب متحف اللوفر، مع رينكو، واثنين من سعف النخيل ونابليون
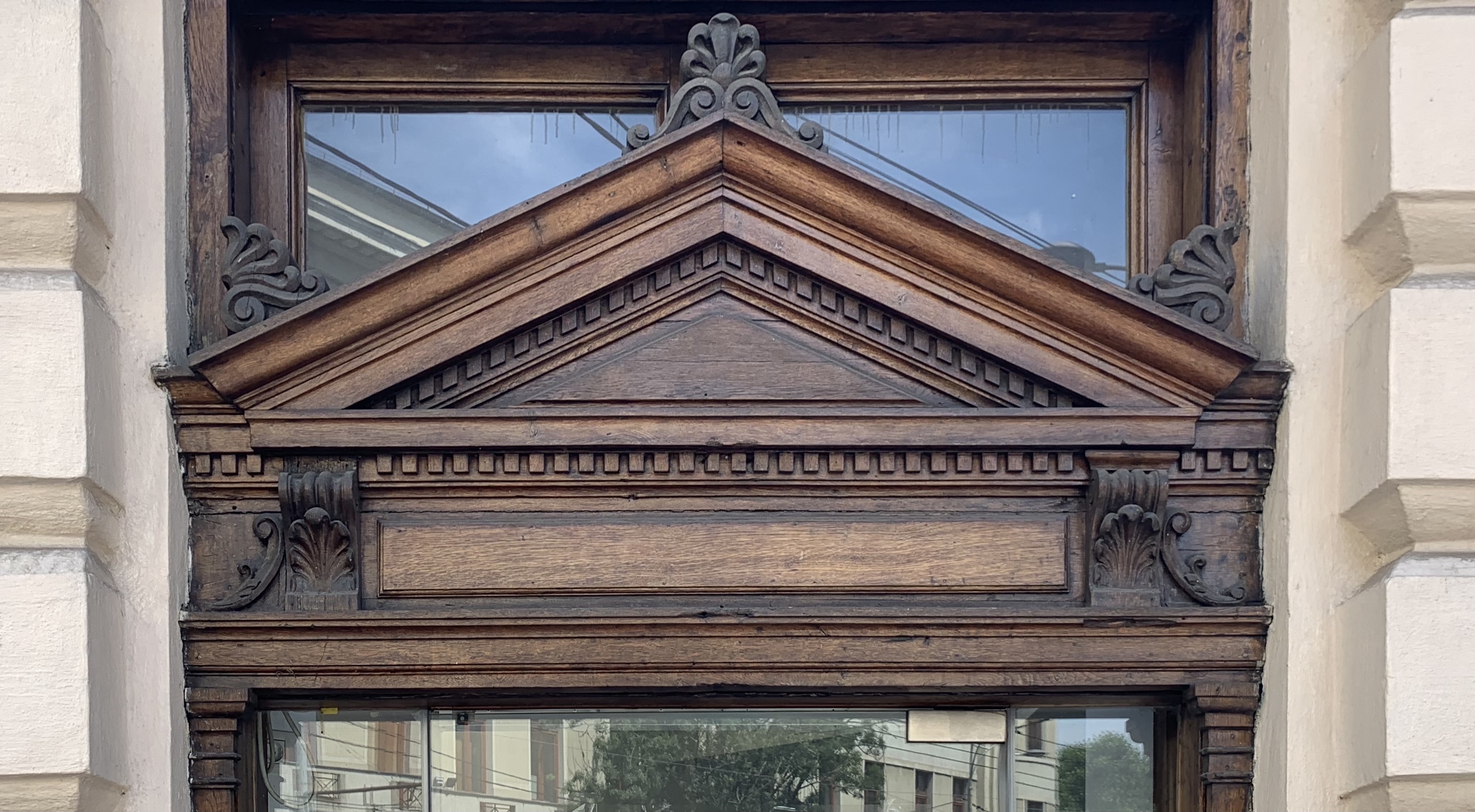
لوح خشبي به أكروتيريا، تفاصيل نافذة متجر لمبنى 20 بوليفاردول كارول الأول (بوخارست، رومانيا)
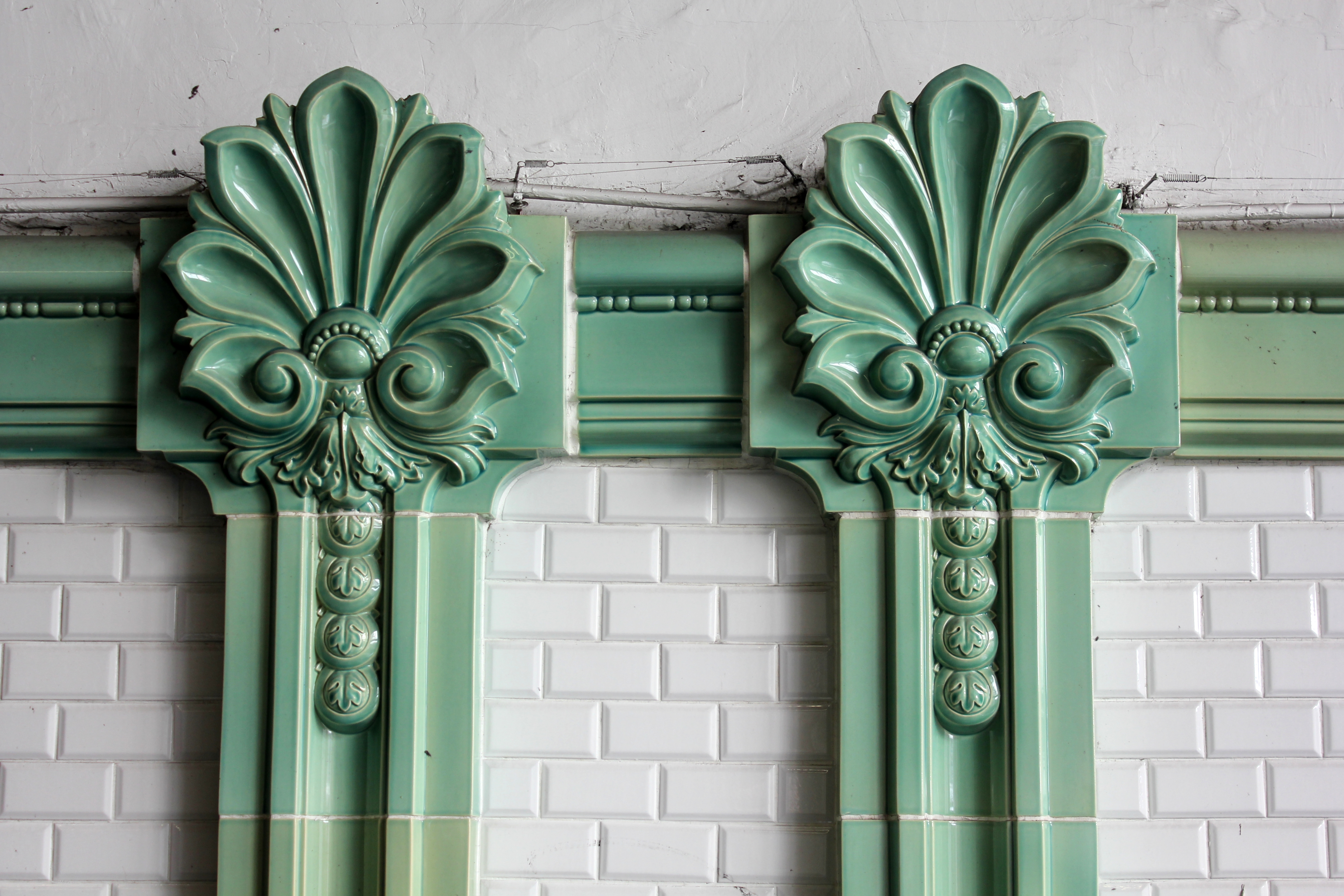
سعيفات خزفية في محطة أوسترليتز في باريس

## انظر ايضاً
- زنبق الماء المصري الأزرق
- قواعد التماثيل
- بشنين أزرق
- نظام كورنثي
- سعف النخيل

## روابط خارجية
- Ancient Egypt, the tree of life
- Plant Ornament : Its Origin and Development in the Ancient Near East نسخة محفوظة 12 يوليو 2020 على موقع واي باك مشين.
- Palmettes in Fine Weavings نسخة محفوظة 21 ديسمبر 2014 على موقع واي باك مشين.